# Инвестиционо-развојна банка Републике Српске
Инвестиционо-развојна банка Републике Српске (ИРБРС) основана је 6. децембра 2006. године, у складу са Законом о Инвестиционо-развојној банци Републике Српске. Регистрована је као акционарско друштво, у којем 100% власништво има Република Српска. Сједиште ИРБРС је у Бањој Луци. 
Улога ИРБРС је управљање фондовима Републике Српске у циљу очувања и увећања вриједности њихових портфеља. Такође, ИРБРС је задужена за реализацију једног дијела Развојног програма Републике Српске, тачније његове Привредно-развојне компоненте, са циљем пружања финансијске подршке развојним пројектима у Републици Српској. Поред тога, ИРБРС врши и улогу овлашћеног продавца државног капитала у Републици Српској, односно спроводи процес приватизације.

## Циљеви
Стратешки циљеви ИРБРС су подстицање инвестиција и стимулисање развоја у Републици Српској, при чему су идентификовани сљедећи приоритети:
1. Унапређење пољопривредне производње
2. Подршка малом и средњем предузетништву
3. Стамбено-пословна изградња
4. Изградња инфраструктурних објеката у Републици Српској
5. Повећање запослености
6. Подршка производњи за смањење спољнотрговинског дефицита
7. Равномјеран регионални развој
8. Унапређење корпоративног управљања и тржишта капитала
9. Ефикасан процес спровођења приватизације и реструктурирање предузећа у контексту приватизације
10. Подршка инвестицијама
11. Заштита животне средине
12. Подршка финансијском сектору

## Фондови којима управља ИРБРС
ИРБРС управља имовином Републике Српске распоређеном у шест фондова:
- Фонд за развој и запошљавање Републике Српске (ФРЗРС)
- Фонд за развој источног дијела Републике Српске (ФРИРС)
- Фонд становања Републике Српске (ФСРС)
- Акцијски фонд Републике Српске (АФРС)
- Фонд за реституцију Републике Српске (ФРРС)
- Фонд за управљање некретнинама и потраживањима у власништву Републике Српске (ФУНПРС)

## Кредитне линије ИРБРС
ИРБРС пласира средства у развојне пројекте кроз различите кредитне линије:
1. Кредити за почетне пословне активности (start-up)
2. Кредити за микробизнис у пољопривреди
3. Кредити за пољопривреду
4. Кредити за предузетнике и предузећа
5. Стамбени кредити
6. Кредити за јединице локалне самоуправе

| Број и вриједност пласираних кредита ИРБРС по годинама | Број и вриједност пласираних кредита ИРБРС по годинама | Број и вриједност пласираних кредита ИРБРС по годинама |
| Година                                                 | Број кредита                                           | Вриједност кредита (у КМ)                              |
| ------------------------------------------------------ | ------------------------------------------------------ | ------------------------------------------------------ |
| 2008                                                   | 1.364                                                  | 185.189.806,67                                         |
| 2009                                                   | 1.386                                                  | 239.031.370,94                                         |
| 2010                                                   | 1.458                                                  | 163.263.413,97                                         |
| 2011                                                   | 1.125                                                  | 139.663.082,69                                         |
| 2012                                                   | 965                                                    | 237.792.262,46                                         |

## Подршка емисијама хартија од вриједности
Поред кредитирања, ИРБРС пружа финансијску подршку развојним пројектима и путем улагања у акције и обвезнице емитената из Републике Српске. На тај начин подстичу се правни субјекти да средства за финансирање својих пројеката прибављају путем емисије хартија од вриједности, умјесто путем кредитног задуживања. На примарном тржишту, ИРБРС купује ХОВ из емисија јавном и приватном понудом, изузев ако се тиме стиче обавеза преузимања. Такође, ИРБРС учествује у куповини акција из других и наредних емисија.

## Приватизација
Измјенама законске регулативе из области приватизације, током 2006. године, преостали државни капитал у предузећима уврштен је у портфељ Акцијског фонда Републике Српске. Управљање овим фондом повјерено је Инвестиционо-развојној банци Републике Српске, која је од 20. јуна 2007. године преузела и улогу овлашћеног продавца државног капитала у предузећима, од тадашње Дирекције за приватизацију Републике Српске.
ИРБРС корисити неколико метода за приватизацију државног капитала:
- продаја акција на берзи,
- тендер,
- прихватање јавне понуде за преузимање,
- продаја запосленима у предузећу (тзв. ЕСОП метода),
- комбинација претходних метода.

## Корпоративно управљање
Активности корпоративног управљања које спроводи ИРБРС имају за циљ заштиту интереса Акцијског фонда Републике Српске и Фонда за реституцију Републике Српске у друштвима капитала у којима ови фондови имају власнички удио. Корпоративно управљање врши се посредством овлаштених представника у друштвима капитала, које именује Влада Републике Српске и који активно учествују у раду скупштина акционара. Свим именованим представницима, ИРБРС шаље препоруке за гласање на сједницама скупштина акционара, чиме се осигурава заштита интереса Републике Српске у друштвима капитала. Након одржане скупштине акционара, представници су дужни да доставе извјештај о поступању, којим обавјештавају ИРБРС да ли су гласали у складу са достављеним препорукама, односно наводе разлоге због којих су евентуално одступили од препорука ИРБРС.
Поред наведеног, ИРБРС врши редован мониторинг пословних активности друштава капитала са циљем контроле рада њихових органа управљања, као и праћења примјене позитивних законских прописа и стандарда корпоративног управљања. Посебан акценат ставља се на заштиту интереса малих акционара и потенцирање њиховог активног учешћа у раду скупштина акционара.

## Подршка страним инвеститорима
ИРБРС промовише потенцијале Републике Српске и пружа одређене врсте услуга страним инвеститорима у реализацији њихових пројеката:
- Редовне информације о пословном и регулаторном окружењу, економским трендовима и показатељима, владиним политикама према СДИ, приливима и трендовима СДИ, инвестиционим потенцијалима и могућностима, расположивости извора финансирања итд.
- Проналажење атрактивних пројеката/партнера и посредовање (приватна предузећа – заједничка улагања, општински пројекти, актуелне приватизације, продаја имовине предузећа у стечају)
- Избор најповољнијих локација за инвестирање
- Остваривање контаката са надлежним институцијама
- Пословно савјетовање (финансирање, тржишта капитала, корпоративно управљање)
- Финансијска подршка инвестиционом/пословном пројекту у његовом даљем развоју (кредитне линије, откуп акција и обвезница)

## Међународна сарадња
У јануару 2012. године, ИРБРС је постала чланица Европског удружења јавних банака (EAPB). Будући да Босна и Херцеговина још увијек није чланица ЕУ или земља кандидат, ИРБРС тренутно има статус придруженог члана. Када БиХ добије статус земље кандидата за улазак у ЕУ, ИРБРС ће аутоматски постати пуноправна чланица EAPB. Чланство у EAPB пружа могућност ИРБРС за успостављање нове и учвршћивање постојеће сарадње са сродним јавним развојним институцијама европских земаља и региона, као што су јавне финансијске институције из Аустрије, Њемачке, Швајцарске, Италије, Словеније, Хрватске, Србије, итд.

## Базе података
ИРБРС је креирала неколико јавно доступних (онлајн) база података:
- База података о пласираним кредитима
- База података о приватизацији у Републици Српској
- База података о инвестиционим локацијама у Републици Српској
- База података о економским индикаторима Републике Српске